# Khao Phing Kan
Khao Phing Kan (in lingua thailandese: เขาพิงกันa) o Ko Khao Phing Kan (เกาะเขาพิงกัน) è un'isola della Thailandia, situata nella baia di Phang Nga, a nordest di Phuket. Fa parte del distretto di Takua Thung in provincia di Phang Nga.

## Geografia
Khao Phing Kan si trova all'interno del parco nazionale della baia di Phang Nga, a poca distanza dalla terraferma. In lingua thai significa montagne appoggiate tra loro, l'isola è infatti formata da due montagne separate da una piccola spiaggia, una delle montagne è spaccata in due parti che sono appoggiate l'un l'altra. A 200 metri sorge il piccolo e caratteristico isolotto chiamato Ko Ta Pu (เกาะตาปู) o Ko Tapu (เกาะตะปู), una delle attrazioni principali del parco marino.

## Turismo
Le formazioni carsiche di Khao Phing Kan, Ko Ta Pu e in generale dell'intero parco marino sono tra le più importanti attrazioni turistiche nazionali. La zona viene considerata la Guilin sul mare. Escursioni giornaliere con imbarcazioni a motore o con canoe sono organizzate sulla terraferma.

## Cinema
L'isola è stata scelta come location del film della saga di James Bond Agente 007 - L'uomo dalla pistola d'oro (1974). Per tale motivo, è anche nota come James Bond island.